# Herbert Bowden
Herbert William Bowden, baron Aylestone (ur. 20 stycznia 1905, zm. 30 kwietnia 1994) – brytyjski polityk, członek Partii Pracy i Partii Socjaldemokratycznej, minister w rządach Harolda Wilsona.

## Życiorys
W latach 1938–1945 zasiadał w radzie Leicester City oraz był porzewodniczącym miejscowej gałęzi Partii Pracy. Podczas II wojny światowej służył w Royal Air Force. W 1945 r. został wybrany do Izby Gmin jako reprezentant okręgu Leicester South. Od 1950 r. reprezentował okręg wyborczy Leicester South West. W 1949 r. został whipem rządowym, a w 1950 r. Lordem Komisarzem Skarbu. Od 1951 r. był najpierw zastępcą whipa, a później głównym whipem Opozycji.
Po powrocie laburzystów do władzy w 1964 r. Bowden został przewodniczącym Izby Gmin oraz Lordem Przewodniczącym Rady. Od 1962 r. był również członkiem Tajnej Rady. W 1966 r. został ministrem ds. Wspólnoty Narodów i sprawował to stanowisko do 1967 r. We wrześniu tego roku został kreowany parem dożywotnim jako baron Aylestone i zasiadł w Izbie Lordów. W latach 1967–1972 był przewodniczącym Independent Television Authority. W 1975 r. został odznaczony Orderem Towarzyszy Honoru. Był również Komandorem Orderu Imperium Brytyjskiego.
W latach 80. Bowden wstąpił do Partii Socjaldemokratycznej. Zmarł w 1994 r.